# National Football League
La National Football League (NFL), en español conocida como Liga Nacional de Fútbol Americano, es la mayor liga de fútbol americano profesional de Estados Unidos. La NFL toma la figura jurídica de asociación deportiva, controlada por sus propios miembros. Fue creada por once equipos en 1920 como la American Professional Football Association, cambiando su nombre por el de American Professional Football League en 1921 para modificarlo una vez más por el nombre ahora vigente en 1922. Actualmente la NFL está formada por 32 franquicias establecidas en diversas ciudades y regiones estadounidenses. Se divide en dos conferencias: la Conferencia Nacional (NFC) y la Conferencia Americana (AFC). A su vez, cada conferencia se integra por cuatro divisiones (Norte, Sur, Este y Oeste) y cada una de ellas, por cuatro equipos.
La temporada regular consiste en un calendario de 18 semanas durante las cuales cada equipo tiene una de descanso (denominada bye week), se refiere a que no juega el equipo en esa determinada semana, consistiendo en seis partidos contra rivales de la misma división (hay 8 divisiones de 4 equipos cada una. Cada equipo tiene varios duelos interdivisionales e interconferenciales. Comienza la noche del jueves de la primera semana completa de septiembre (el jueves posterior al Labor Day) y prosigue hasta principios de enero. Al finalizar, siete equipos —los cuatro campeones de división y tres invitados o wild cards— de cada conferencia disputan los playoffs. Después de eso, viene la final de cada conferencia, donde los ganadores campeones de cada una van directos al partido soñado, conocido como Super Bowl o Supertazón. La semana anterior se disputa el Pro Bowl o Tazón de los Profesionales, en que se enfrentan ambas conferencias integradas por sus mejores jugadores de ese año, pero los ganadores de los playoffs (aquellos jugadores que pasaron al Super Bowl), no van al Pro Bowl).
A pesar de habérsele considerado al béisbol como el «pasatiempo nacional de los Estados Unidos», el fútbol americano es el deporte más popular en dicho país. Según la encuesta de Harris Poll, secundada por la empresa Harris Interactive, el fútbol americano profesional se situó por delante del béisbol como deporte favorito en 1965, cuando la American Football League, por aquel entonces liga rival de la NFL, emergió como una gran liga de fútbol americano profesional. El fútbol americano se ha mantenido como deporte favorito desde entonces. En una Harris Poll de 2008, la NFL era el deporte favorito de casi la misma gente (30%) que de los siguientes cuatro deportes juntos —béisbol (15%), automovilismo (10%), hockey (5%) y baloncesto profesional masculino (4%)—. Además, los índices de audiencia televisivos de fútbol americano en Estados Unidos sobrepasan los de otros deportes. Además de eso, el fútbol americano universitario es en la actualidad el tercer deporte más popular en Estados Unidos, con un 12 % de los encuestados considerándolo como su favorito. Por ello, un total de 42 % de estadounidenses consideran algún nivel de fútbol americano (profesional o universitario) como su deporte favorito.
La NFL ostenta la mayor asistencia de público por partido de todas las ligas profesionales del mundo, atrayendo a 67.000 espectadores en cada partido de las temporadas 2006 y 2007. No obstante, la asistencia de público total en términos brutos de la NFL solo supone aproximadamente el 20% de la Major League Baseball (MLB), dado que esta disputa diez veces más partidos.

## Historia

### La AFL
El crecimiento de la NFL a principios de 1958, fue tan rápido y contundente que logró superar al béisbol como el deporte favorito de los aficionados de los Estados Unidos
. Esto despertó igualmente el interés de empresarios y su apetito por adquirir alguna franquicia existente o crear alguna nueva. Tal fue el caso del empresario tejano Lamar Hunt, quien presentó una oferta de compra, que a la postre fue rechazada. Esto originó que Hunt y algunos otros hombres de negocios decidieran formar con diez equipos una asociación nueva a la que llamaron American Football League (AFL), que se convertiría en una seria rival de la NFL.
La AFL introdujo novedosos cambios a este deporte, contribuyendo aún más a una competente rivalidad con la NFL. Se trataba de la instalación de un reloj oficial visible para los aficionados durante el juego, los nombres de los jugadores en los jerséis y un sistema ofensivo más agresivo por aire facilitado por la nueva regla de sustituciones libres durante el encuentro, lo que llevó finalmente a la especialización de las posiciones. Otra circunstancia que la diferenciaba de la NFL era su actitud hacia el colectivo de la raza negra: la AFL incluyó a jugadores negros y reclutaba activamente a jugadores en Universidades históricamente descartadas y marginadas por la NFL. Posteriormente, los equipos de la NFL incluyeron a jugadores negros en posiciones tácitamente prohibidas para ellos en la NFL, como la de quarterback y middle linebacker. En enero de 1965 hubo un boicot del partido de las estrellas de la AFL de 1964 en Nueva Orleans con motivo de la discriminación hacia los jugadores negros por parte de algunos hoteles lujosos y baratos y negocios de la ciudad. Fue un acto de activismo por las libertades y derechos sociales que ha sido homenajeado por el Pro Football Hall of Fame. La nueva liga también se aseguró financieramente al decidir compartir, con los demás equipos, las ganancias recibidas por los derechos televisivos y de taquilla en sus encuentros.
La AFL forzó la expansión de la NFL: los Dallas Cowboys fueron creados para competir con los Dallas Texans de la AFL creados al mismo tiempo. En 1963, los Dallas Texans cambiaron su sede por la de Kansas City y fueron renombrados como los Kansas City Chiefs; los Minnesota Vikings fueron una donación hecha en favor de Max Winter por abandonar la AFL; los Atlanta Falcons fueron donde Rankin Smith para disuadirle de adquirir los Miami Dolphins.

### La fusión NFL-AFL

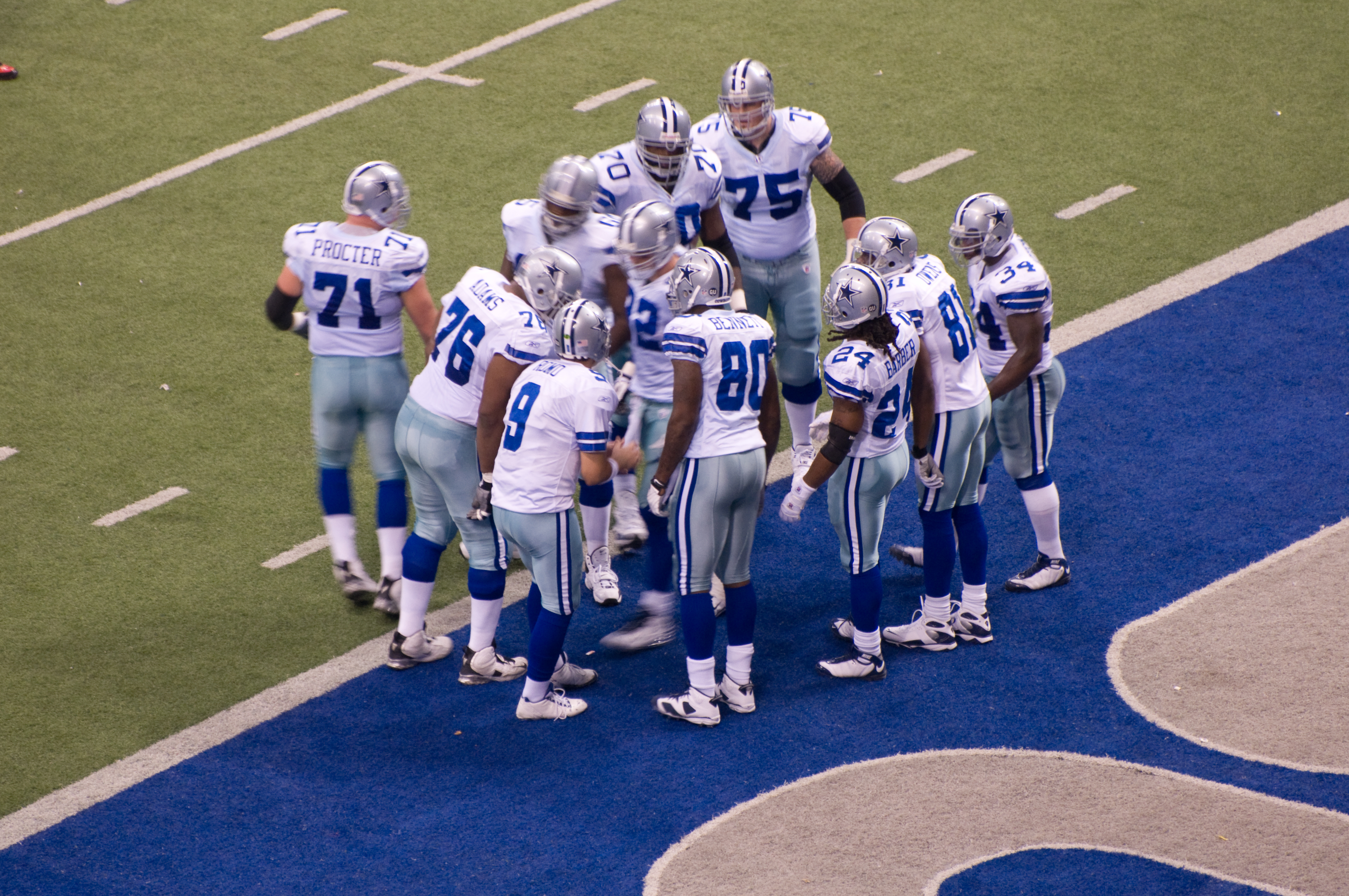
Los Dallas Cowboys en un partido de 2008.

La competición que enfrentaba a ambas ligas para la adquisición de jugadores, incluyendo Drafts colegiales diferentes, llevó a incrementos salariales considerables. En 1965, en una de las luchas más disputadas, con saldo a favor de la AFL, el quarterback de la Universidad de Alabama Joe Namath firmó con los New York Jets prefiriéndoles antes que a los St. Louis Cardinals de la NFL por un récord salarial de $427.000. En 1966, el gerente de la AFL Al Davis se puso como objetivo realizar una campaña para quitar jugadores a la NFL, sobre todo quarterbacks, pero, a sus espaldas, varios propietarios de distintos equipos empezaron a tomar contacto para poner fin a esa fría rivalidad entre las dos grandes ligas.
En un acuerdo formalizado por el fundador de la AFL Lamar Hunt y el gerente de los Dallas Cowboys Tex Schramm, las dos ligas anunciaron oficialmente su fusión el 8 de junio de 1966. Las ligas tendrían un Draft común y organizarían un partido de final de temporada que decidiera el campeón de entre ambas ligas (posteriormente se llamaría Super Bowl), que con el paso de los años se convertiría en el más alto símbolo del fútbol americano y la celebración que más espectadores convoca cada año a nivel mundial. Todavía hubo una ciudad más que recibiría una franquicia gracias a la AFL, Nueva Orleans, que fue obsequiada con un nuevo equipo en la NFL por la aprobación de la Public Law 89-800 impulsada por Congresistas federales de Luisiana, que permitía la fusión y que desautorizaba toda excepción relacionada con restricciones anti-monopolistas. En 1970, las ligas se fusionaron totalmente en una nueva adoptando el nombre actual de National Football League, dividiéndose en dos conferencias con un número igual de equipos cada una. Hubo también un acuerdo financiero por el que los equipos de la AFL pagarían un total en conjunto de $18 millones durante 20 años. También hubo una objeción por parte de muchos aficionados de la AFL acerca de la pérdida, con motivo de la fusión, de la identidad de su liga, su logo y su nombre.

### La NFL en la actualidad
La NFL continuó creciendo, expandiéndose varias veces hasta su actual estructura de 32 franquicias, o 32 equipos, mientras que el Super Bowl se ha convertido en algo más que un simple campeonato de fútbol americano. Tratándose de uno de los eventos más televisados anualmente en Estados Unidos, se ha convertido en una principal fuente de ingresos publicitarios para las cadenas de televisión que la han retransmitido y ha servido de catapulta a los publicistas para iniciar grandiosas campañas de publicidad de nuevos productos. La NFL ha crecido hasta tal punto de ser la más populosa en cuanto a espectadores de todas las ligas estadounidenses.

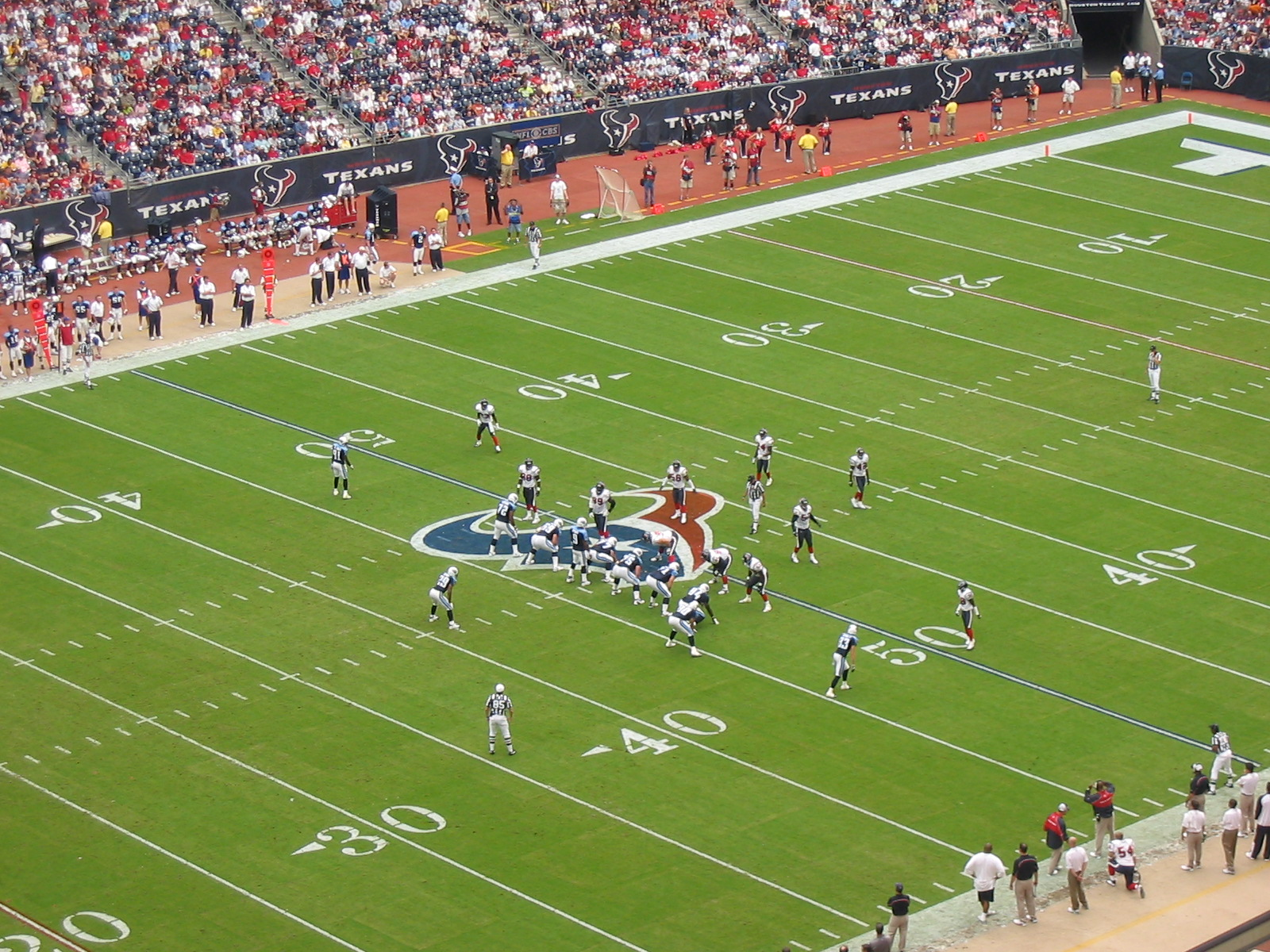
Partido entre los Tennessee Titans y los Houston Texans en el Reliant Stadium, en 2005.

Una de las razones que ha diferenciado a la NFL respecto de otras grandes ligas estadounidenses es la aparente paridad entre sus 32 equipos. A pesar de ser testigo de equipos dominantes de vez en cuando, la liga ha sido citada como una de las pocas en las que cualquier equipo tiene posibilidades reales de ganar el campeonato cada año. El acuerdo laboral acordado entre la liga y la Unión de Jugadores (NFLPA), que instaura un sistema de tope salarial, así como al reparto de dividendos entre todos los equipos, ha prevenido a los clubes más ricos de firmar a los mejores jugadores, consiguiendo así que equipos de pequeñas ciudades como los Green Bay Packers o New Orleans Saints tengan la oportunidad de competir por el Super Bowl.
 Uno de los artífices de ese acuerdo fue el antiguo gerente de la NFL, Paul Tagliabue, quien presidió la liga entre 1989-2006. Con los nuevos acuerdos realizados en 1993, renovados en 1998 y 2006, la liga ha conseguido mantener los niveles salariales más bajos de todas las grandes ligas estadounidenses y ha contribuido a que la NFL sea la única de ellas que no ha sufrido una huelga de jugadores paralizadora de actividades desde 1993.
Desde la llegada de Roger Goodell a la presidencia de la NFL en la temporada 2006, se ha establecido como una prioridad regular la conducta de los jugadores. Varios jugadores de gran talento han experimentado problemas legales, desde Adam "Pacman" Jones a Michael Vick. En estos casos en particular y en otros en general, el presidente Goodell ha castigado severamente las conductas con sanciones duraderas a quienes hayan infringido gravemente la política de conducta de la NFL.
Actualmente la liga tiene oficinas en dos ciudades. La oficina principal se encuentra en Nueva York y debido a la popularidad de la NFL en los estados del Sur y el Sureste, hay una segunda oficina en Nashville.

## Equipos
Hay 32 equipos en la NFL divididos en dos conferencias con 16 equipos en cada una, repartidos en cuatro divisiones de cuatro equipos. Se permite un máximo de 53 jugadores por franquicia en su plantel, pero solo suelen utilizar a 46 para cada partido durante la temporada regular. Cada equipo puede tener 10 jugadores en la escuadra de prácticas, estando compuesta por jugadores que no han estado en activo en 9 partidos de cualquiera de sus temporadas en la liga.
A diferencia de las otras ligas grandes de Estados Unidos como la Major League Baseball (MLB), la Major League Soccer (MLS), la National Basketball Association (NBA) y la National Hockey League (NHL), la NFL no tiene equipos establecidos en Canadá, principalmente por el hecho que en ese país existe la Canadian Football League (CFL), liga profesional de fútbol canadiense que se asemeja al fútbol americano en varios aspectos y que goza de popularidad en Canadá, incluso tuvo en algún momento acuerdos tácitos para intercambiar jugadores con la NFL o favorecer a los que provenían de la CFL en el draft de la NFL y viceversa. La mayoría de los equipos se encuentran situados en el Este de Estados Unidos: 16 equipos juegan bajo el mismo huso horario (Eastern Time Zone), por tan sólo 10 que lo hacen en el horario central (Central Standard Time Zone). Los seis equipos en los husos horarios de las Montañas y del Pacífico encaran un calendario especial cada temporada y no pueden jugar en casa antes del mediodía en su horario local, lo que les aporta una ventaja en cuanto a su exposición o visibilidad nacional.
La mayoría de las grandes áreas metropolitanas de Estados Unidos tienen un equipo en la NFL. En 2005, algunos partidos de los Saints tuvieron que disputarse en San Antonio, Texas, con motivo del huracán Katrina. Por otro lado, se especuló con la posibilidad acerca de crear una franquicia de la NFL en Toronto, la ciudad más grande de Canadá. El equipo que, según las especulaciones, tiene más probabilidades para moverse a dicha ciudad son los Buffalo Bills, quienes actualmente juegan a 130 km al sur de la misma. Además, jugaron entre 2008 y 2013 un partido anual en el Rogers Centre como locales.
De acuerdo a la revista Forbes, los Dallas Cowboys son el equipo más caro de la NFL gracias a su actual dueño, Jerry Jones, que para muchos aficionados interviene demasiado en las decisiones del entrenador, y es el segundo de los Estados Unidos después de los New York Yankees, con un valor aproximado de dos mil cien millones de dólares, quinto lugar mundialmente.

## Estructura de la temporada

### NFL Draft

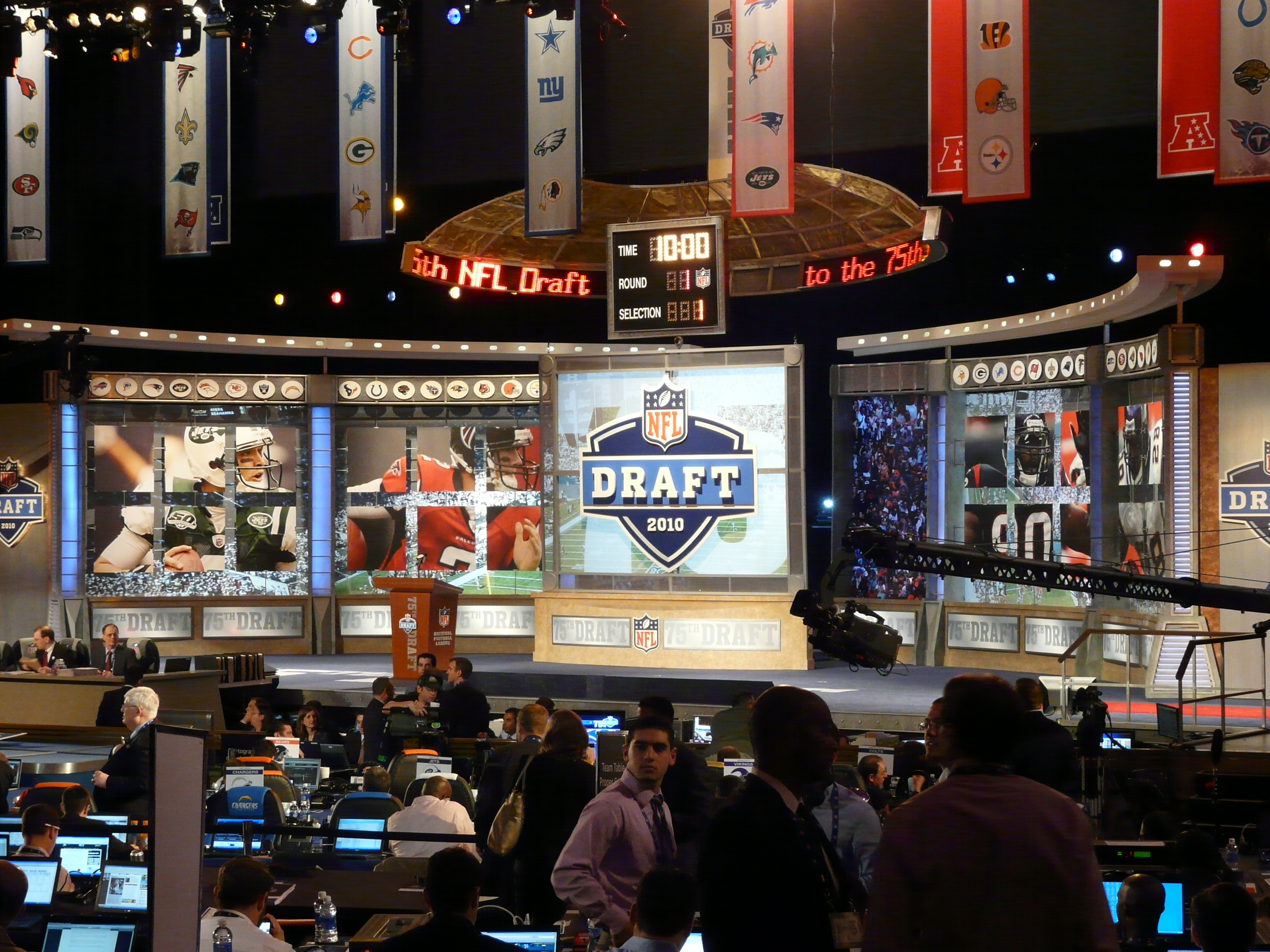
Draft de la NFL del año 2010.

Durante el mes de abril, los distintos equipos de la NFL buscan añadir a sus plantillas jugadores del fútbol americano universitario a través del Draft de la NFL, oficialmente llamado NFL Annual Player Selection Meeting, y que se viene celebrando cada año en la ciudad de Nueva York desde 1965. Aunque desde el año 2017 se anunció que el Draft se iba a cambiar de ciudad aunque siempre por elección del comisionado y por supuesto de los equipos.
El sistema de elección es el siguiente: el equipo con peor balance de victorias/derrotas de la última temporada disputada es quien elige primero, siendo el segundo en elegir el que segundo peor balance presente y así sucesivamente. Con el resultado final de la temporada regular, las dos últimas elecciones se reservan para los dos equipos que han disputado el Super Bowl, siendo su ganador el último en escoger. De esta forma se equilibra el nivel para la siguiente temporada. El Draft consiste en siete rondas. Las dos primeras se llevan a cabo en sábado, mientras que las 5 restantes se organizan el domingo. Los equipos tienen un tiempo limitado para elegir a los jugadores. Si no escogen en el tiempo predeterminado, pasan su turno a los equipos siguientes. Esto le ocurrió a los Minnesota Vikings en 2003.
Los equipos tienen la posibilidad de intercambiar sus elecciones con otros equipos ya sea por otras elecciones o por jugadores, dinero o una combinación de todas las anteriores. Así como los traspasos de jugadores por jugadores son inusuales durante el resto del año (en comparación con otras ligas deportivas), los intercambios son más frecuentes el fin de semana del Draft. En 1989, los Dallas Cowboys traspasaron al running back Herschel Walker a los Minnesota Vikings por cinco jugadores y seis elecciones de Draft para un periodo de 3 años. Los Cowboys usarían tales elecciones para intercambiarlas de nuevo por nuevos jugadores y más elecciones. Consecuencia directa de ese traspaso, draftearon a muchas de las estrellas que más tarde ayudarían a Dallas a conseguir tres Super Bowls en la década de los 90, entre los que se encontraban Emmitt Smith, Russell Maryland y Darren Woodson.
La primera elección del Draft suele centrarse en el mejor jugador universitario del momento. No obstante, en muchas ocasiones los equipos draftean más en función de las necesidades de su plantilla que basándose en el potencial del jugador. Aun así, se considera un gran honor salir elegido en la primera ronda, y un honor todavía más grande, resultar ser el número uno del Draft. La última elección, en la séptima ronda, es conocida como Mr. Irrelevant (Sr. Irrelevante) y tiene como conmemoración una cena en Newport Beach, California.
Los jugadores drafteados sólo pueden negociar contrato con el equipo que les ha escogido (o con aquella franquicia al que han sido transferidos por quien le eligió). No obstante, aquel tiene un plazo de un año para incorporar al jugador en su plantel. Si no lo hacen en tal plazo, el jugador puede entrar de nuevo en el Draft para poder ser escogido por otro equipo. Un caso famoso en este sentido fue el de Bo Jackson.
Aunque la principal puerta de reclutamiento de jugadores en la NFL proviene del draft, los equipos también tienen la opción de reclutar jugadores fuera de este sorteo organizado por la NFL. Un jugador que firma con un equipo de la Canadian Football League (CFL) tiene opción de fichar por un equipo de la NFL si este muestra interés en él y si su contrato en la CFL está por terminar. Para ello hay una ventana de tiempo entre enero y febrero antes del Draft de la NFL, durante el cual el equipo interesado negocia con el jugador o con su representante para llevarlo de las filas del fútbol canadiense a las del fútbol americano. Si bien esta clase de negociaciones vienen desde décadas atrás, desde los años 2000 comenzó a ser frecuente incluso invirtiendo la situación, donde jugadores de la NFL pasan a la CFL. Desde Joe Kapp, el primero que jugó profesionalmente en ambas ligas entre los años 60´s y 70´s, se han contabilizado un total de 16 jugadores de fútbol que han hecho su carrera profesional entre la NFL y la CFL. También está el caso de jugadores que no pasaron por el draft, pero que fueron firmados por equipos de la NFL como agentes libres. El más famoso e importante de este ítem es el quarterback Tony Romo, quien jugó toda su carrera profesional con los Dallas Cowboys.

### Temporada regular
| POS | AFC East   | AFC North | AFC South  | AFC West  |
| --- | ---------- | --------- | ---------- | --------- |
| 1st | Bills      | Steelers  | Titans     | Chiefs    |
| 2nd | Dolphins   | Ravens    | Colts      | Raiders   |
| 3rd | Patriots   | Browns    | Texans     | Chargers  |
| 4th | Jets       | Bengals   | Jaguars    | Broncos   |
| POS | NFC East   | NFC North | NFC South  | NFC West  |
| 1st | Washington | Packers   | Saints     | Seahawks  |
| 2nd | Giants     | Bears     | Buccaneers | Rams      |
| 3rd | Cowboys    | Vikings   | Panthers   | Cardinals |
| 4th | Eagles     | Lions     | Falcons    | 49ers     |

Durante la temporada regular (generalmente de septiembre a diciembre) los juegos se celebran los jueves uno, los domingos, los lunes otro. En el tercio final de la misma se extiende el programa a los jueves y sábados. La estructura básica que determina los emparejamientos y sistema de competición entre equipos opera del siguiente modo:
1. Cada equipo juega dos veces con los tres rivales de su división (6 partidos, 3 de ellos en casa y otros 3 fuera).
2. Además, juega también una vez contra los cuatro equipos de una de las otras divisiones de su misma conferencia, rotando cada temporada de división a la que enfrentarse (4 partidos, 2 de ellos en casa y otros 2 fuera).
3. Asimismo, juega una vez contra los cuatro equipos de una de las otras divisiones de la otra conferencia, rotando igualmente cada temporada de división (4 partidos, 2 de ellos en casa y otros 2 fuera).
4. También juega contra equipos de las otras dos divisiones de su misma conferencia, a las cuales no se ha enfrentado. Aunque solamente contra los dos equipos de dichas divisiones que hayan terminado en la misma posición que él en la temporada anterior (2 partidos, uno de ellos en casa y el otro fuera), haciendo un total de 12 partidos de conferencia.
5. Por último, juega contra el equipo que haya quedado en su misma posición de una de las divisiones de la otra conferencia con la que no se enfrente ese año, rotando cada temporada de división (1 partido, en casa o fuera según rotación).

Al final de la temporada cada equipo jugará 17 partidos (12 de su conferencia y 5 de la otra) en 18 semanas, teniendo cada equipo una semana de descanso en el transcurso de la temporada. Los clasificados serán los ganadores de cada división más tres clasificados de cada conferencia como comodín.

### Eliminatorias por el título
La postemporada (conocida también como “Playoffs”) consta de cuatro jornadas adicionales al cierre de la temporada regular, en donde juegan los siete mejores equipos de cada una de las conferencias (catorce en total). Esta es su estructura (tomando como ejemplo tan sólo una de las conferencias, pudiendo extrapolarse a la otra):

Sistema de los Playoffs.

1. Mejor campeón de división (1).
2. Segundo mejor campeón de división (2).
3. Tercer mejor campeón de división (3).
4. Cuarto mejor campeón de división (4).
5. Comodín con mejor balance, no campeón (5).
6. Comodín con segundo mejor balance, no campeón (6).
7. Comodín con tercer mejor balance, no campeón (7).
Los partidos se efectuarán de la siguiente manera:
- Ronda de Comodines:

(7) en casa de (2)
(6) en casa de (3)
(5) en casa de (4)
- Ronda Divisional:

Peor ganador (7, 6, 5 o 4) en casa de (1)
2.º mejor ganador ronda de comodines (3, 4, 5 o 6) en casa de mejor ganador ronda de comodines (2, 3, 4 o 5)
- Campeonato de Conferencia:

Peor ganador en casa de mejor ganador.
- Super Bowl:

Campeón Conferencia Americana - Campeón Conferencia Nacional

### Pro Bowl

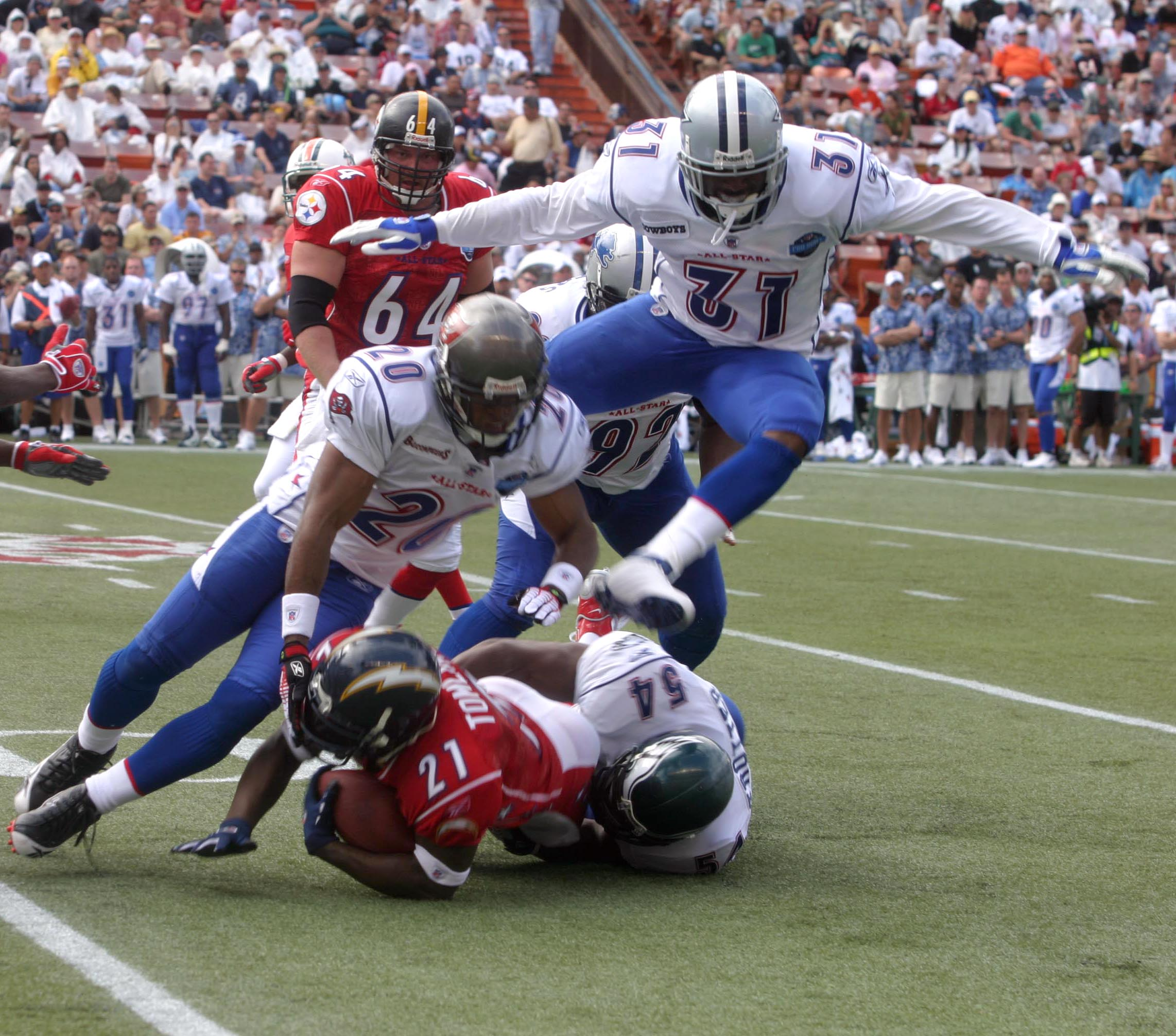
Placaje durante el Pro Bowl del 2006.

La temporada finaliza oficialmente con el Pro Bowl (en México: “Tazón de los Profesionales”) que se efectúa una semana antes del Super Bowl. Desde 1980, se ha venido disputando en Honolulu, Hawái. Sin embargo, la liga ha decidido mantener el Pro Bowl de 2009 en Honolulu.
Anteriormente el Pro Bowl consistía en que los mejores jugadores de la AFC se enfrentaban a los mejores de la NFC, pero a partir de la temporada 2013-14 el partido consiste en hacer un draft (selección) de jugadores sin importar a qué conferencia pertenezcan. Los equipos llevan el nombre de sus líderes (que son los que seleccionan a los jugadores), que en el caso de la temporada 2013-14 fueron Jerry Rice y Deion Sanders, quienes actualmente pertenecen al Salón de la Fama.
La NFL experimentó desde el Pro Bowl de 2014 hasta el de 2016, el formato donde los equipos eran entrenados y elegidos por miembros del Salón de la Fama, y no el formato habitual de enfrentar a ambas conferencias. Sin embargo, el Pro Bowl de 2017 volverá a dicho formato de AFC-NFC.

### Super Bowl
La postemporada culmina con el mayor evento de la NFL, el partido del Super Bowl o Supertazón, que precisa de planificación, programación e implementación exhaustivas, siendo necesario recibir las candidaturas de los equipos y las ciudades que aspiran a figurar como sedes con varios años de anticipación.

### Sistema de números en los uniformes
En la NFL, los jugadores usan los números en sus camisetas según la posición en la que juegan. El sistema actual se instituyó en la liga el 5 de abril de 1973, como un medio para que los aficionados y árbitros puedan identificar más fácilmente los jugadores en el campo por su posición. Desde esa fecha, los jugadores usan los números asignados dentro de los rangos siguientes, sobre la base de su posición primaria:
| N.º   | QB | RB | WR | TE | OL | DL | LB | DB | K  | P  |
| ----- | -- | -- | -- | -- | -- | -- | -- | -- | -- | -- |
| 1–9   | Sí | Sí | Sí | Sí | No | Sí | Sí | Sí | Sí | Sí |
| 10–19 | Sí | Sí | Sí | Sí | No | Sí | Sí | Sí | Sí | Sí |
| 20–29 | No | Sí | No | Sí | No | Sí | Sí | Sí | No | No |
| 30–39 | No | Sí | No | Sí | No | Sí | Sí | Sí | No | No |
| 40–49 | No | Sí | No | Sí | No | Sí | Sí | Sí | No | No |
| 50–59 | No | No | No | No | Sí | Sí | Sí | No | No | No |
| 60–69 | No | No | No | No | Sí | Sí | No | No | No | No |
| 70–79 | No | No | No | No | Sí | Sí | No | No | No | No |
| 80–89 | No | No | Sí | Sí | No | No | No | No | No | No |
| 90–99 | No | No | No | No | No | Sí | Sí | No | No | No |

Los números 0 (cero) y 00 (doble cero) no son utilizados por los jugadores de la NFL desde 1973.

## Campeones de la NFL

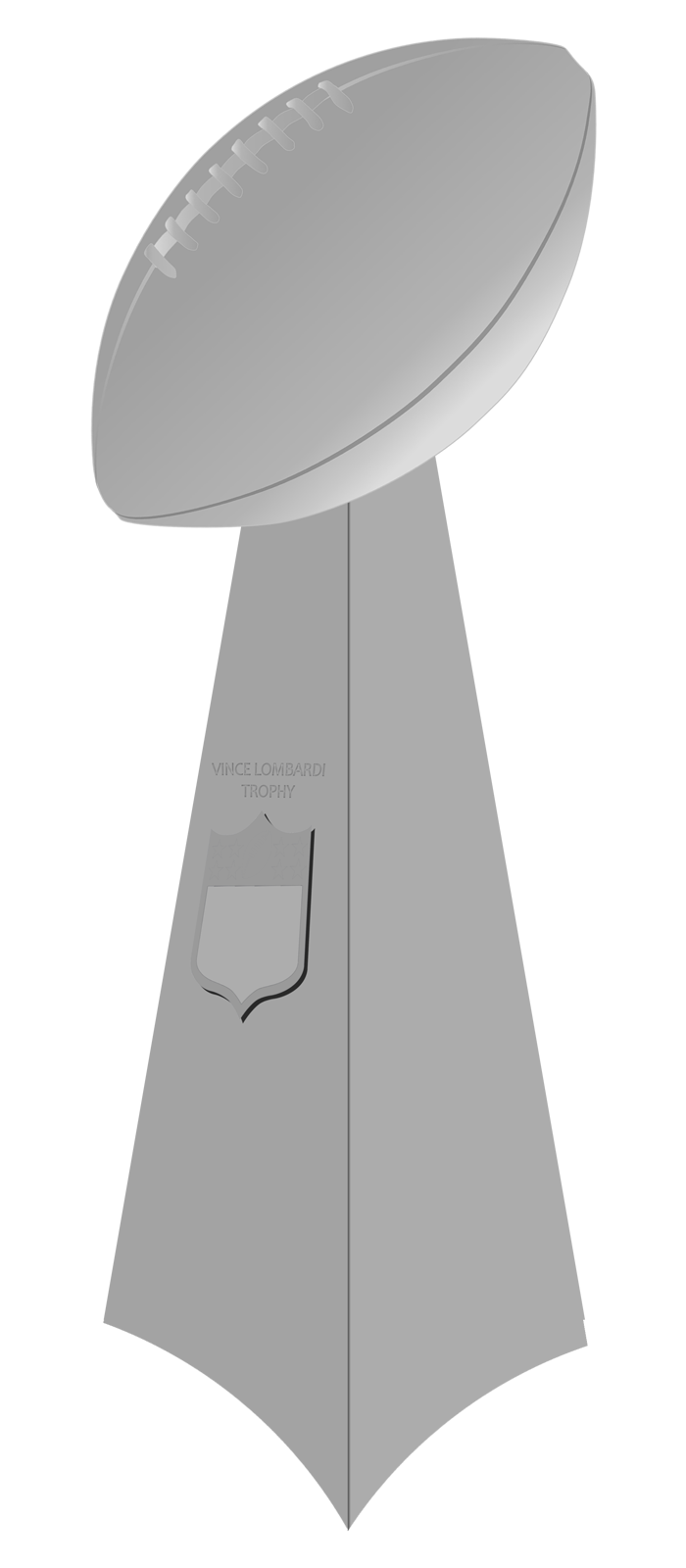
Trofeo Vince Lombardi.

En la siguiente lista se enumeran las franquicias con más títulos en las ligas de fútbol americano profesional de Estados Unidos reconocidas por el Pro Football Hall of Fame.
Nota – Los campeonatos de la AFL o NFL entre 1966 y 1969, aunque se enumeran en sus respectivas columnas no se suman en la columna de "Campeonatos nacionales", dado que con el acuerdo de fusión entre la AFL y la NFL, se consideran únicamente como campeones de liga a los cuatro ganadores de los Super Bowls jugados antes de 1970 entre los campeones de ambas entidades. Por dar un ejemplo, el título de AFL ganado por los New York Jets en 1968, se cuenta como campeonato de la AFL, pero en campeonatos nacionales se enumera únicamente el Super Bowl ganado en 1969.
- – Franquicias desaparecidas.
- – Actual campeón de la NFL.

| Franquicia                                | Campeonatos NFL (1920-1969) | Campeonatos AFL (1960-1969) | Campeonatos AAFC (1946-1949) | Super Bowls (1967-2025) | Campeonatos nacionales |
| ----------------------------------------- | --------------------------- | --------------------------- | ---------------------------- | ----------------------- | ---------------------- |
| Green Bay Packers                         | 11                          |                             |                              | 4                       | 13                     |
| Chicago Bears                             | 8                           |                             |                              | 1                       | 9                      |
| New York Giants                           | 4                           |                             |                              | 4                       | 8                      |
| Cleveland Browns                          | 4                           |                             | 4                            |                         | 8                      |
| New England Patriots                      |                             |                             |                              | 6                       | 6                      |
| Pittsburgh Steelers                       |                             |                             |                              | 6                       | 6                      |
| Dallas Cowboys                            |                             |                             |                              | 5                       | 5                      |
| San Francisco 49ers                       |                             |                             |                              | 5                       | 5                      |
| Dallas Texans/Kansas City Chiefs          |                             | 3                           |                              | 4                       | 5                      |
| Washington Redskins/Washington Commanders | 2                           |                             |                              | 3                       | 5                      |
| Philadelphia Eagles                       | 3                           |                             |                              | 2                       | 5                      |
| Cleveland/St. Louis/Los Angeles Rams      | 2                           |                             |                              | 2                       | 4                      |
| Baltimore/Indianapolis Colts              | 3                           |                             |                              | 2                       | 4                      |
| Detroit Lions                             | 4                           |                             |                              |                         | 4                      |
| Denver Broncos                            |                             |                             |                              | 3                       | 3                      |
| Oakland/Los Angeles/Las Vegas Raiders     |                             | 1                           |                              | 3                       | 3                      |
| Miami Dolphins                            |                             |                             |                              | 2                       | 2                      |
| Baltimore Ravens                          |                             |                             |                              | 2                       | 2                      |
| Tampa Bay Buccaneers                      |                             |                             |                              | 2                       | 2                      |
| Canton Bulldogs                           | 2                           |                             |                              |                         | 2                      |
| Chicago/Arizona Cardinals                 | 2                           |                             |                              |                         | 2                      |
| Houston Oilers/Tennessee Titans           |                             | 2                           |                              |                         | 2                      |
| Buffalo Bills                             |                             | 2                           |                              |                         | 2                      |
| Seattle Seahawks                          |                             |                             |                              | 1                       | 1                      |
| New York Jets                             |                             | 1                           |                              | 1                       | 1                      |
| New Orleans Saints                        |                             |                             |                              | 1                       | 1                      |
| Akron Pros                                | 1                           |                             |                              |                         | 1                      |
| Cleveland Bulldogs                        | 1                           |                             |                              |                         | 1                      |
| Frankford Yellow Jackets                  | 1                           |                             |                              |                         | 1                      |
| Providence Steam Roller                   | 1                           |                             |                              |                         | 1                      |
| San Diego/Los Angeles Chargers            |                             | 1                           |                              |                         | 1                      |
| Minnesota Vikings                         | 1                           |                             |                              |                         | 0                      |

1. 1 2  A Green Bay Packers en la columna "Campeonatos NFL 1920-1969" se cuentan los títulos de 1966 y 1967, pero no en la columna de "Campeonatos nacionales", dado que con el acuerdo de fusión entre la AFL y la NFL, se consideran únicamente como campeones de liga a los cuatro ganadores de los Super Bowls jugados antes de 1970 entre los campeones de ambas entidades.
2. 1 2  A Cleveland Browns los libros oficiales de la NFL no reconocen los 4 campeonatos AAFC de la franquicia de Cleveland. Sin embargo, el Pro Football Hall of Fame los incluye sumando 8 campeonatos totales de los Browns.
3. 1 2  A Dallas Texans/Kansas City Chiefs en la columna "Campeonatos AFL 1960-1969" se cuentan los títulos de 1966 y 1969, pero no en la columna de "Campeonatos nacionales", dado que con el acuerdo de fusión entre la AFL y la NFL, se consideran únicamente como campeones de liga a los cuatro ganadores de los Super Bowls jugados antes de 1970 entre los campeones de ambas entidades.
4. 1 2  A Baltimore/Indianapolis Colts en la columna "Campeonatos NFL 1920-1969" se cuenta el título de 1968, pero no en la columna de "Campeonatos nacionales", dado que con el acuerdo de fusión entre la AFL y la NFL, se consideran únicamente como campeones de liga a los cuatro ganadores de los Super Bowls jugados antes de 1970 entre los campeones de ambas entidades.
5. 1 2  A Los Angeles/Oakland/Las Vegas Raiders en la columna "Campeonatos AFL 1960-1969" se cuenta el título de 1967, pero no en la columna de "Campeonatos nacionales", dado que con el acuerdo de fusión entre la AFL y la NFL, se consideran únicamente como campeones de liga a los cuatro ganadores de los Super Bowls jugados antes de 1970 entre los campeones de ambas entidades.
6. 1 2  A New York Jets en la columna "Campeonatos AFL 1960-1969" se cuenta el título de 1968, pero no en la columna de "Campeonatos nacionales", dado que con el acuerdo de fusión entre la AFL y la NFL, se consideran únicamente como campeones de liga a los cuatro ganadores de los Super Bowls jugados antes de 1970 entre los campeones de ambas entidades.
7. 1 2  A Minnesota Vikings en la columna "Campeonatos NFL 1920-1969" se cuenta el título de 1969, pero no en la columna de "Campeonatos nacionales", dado que con el acuerdo de fusión entre la AFL y la NFL, se consideran únicamente como campeones de liga a los cuatro ganadores de los Super Bowls jugados antes de 1970 entre los campeones de ambas entidades.

## Televisión

### Estados Unidos

#### Historia
La NFL comenzó a emitirse regularmente por televisión en la década de 1940. La final de campeonato se emitió en televisión por primera vez en 1948. En 1955 la final se emitió por la cadena nacional NBC, y en 1956 CBS comenzó a emitir partidos. La primera edición del Super Bowl, producto de la fusión de la NFL con la AFL en 1967, se emitió por ambas cadenas, tras lo cual comenzaron a alternarse. ABC comenzó a emitir partidos los lunes de noche en 1970, y se unió a la rotación del Super Bowl en 1985.
La cadena de cable ESPN comenzó a emitir partidos en 1987, y TNT lo hizo entre 1990 y 1997. La cadena de aire Fox sustituyó a CBS entre 1994 y 1997. CBS retornó en 1998 en lugar de NBC y TNT. En 2006 retornó NBC en lugar de ABC, a la vez que se incorporó la cadena paga NFL Network, la cual comenzó a transmitir todos los partidos de los jueves por la noche.
Desde 1994 hasta 2022, la empresa de televisión satelital DirecTV ofrecíó el paquete extra NFL Sunday Ticket, que muestra todos los partidos de los domingos de tarde. Desde 2023 ese paquete lo distribuye en exclusiva el servicio de televisión en streaming YouTube TV.
El 14 de diciembre de 2011 la NFL anunció un acuerdo multianual de 9 años desde la temporada 2014 hasta la 2022 para renovar sus derechos de transmisión con ESPN, Fox Sports, NBC Sports/Telemundo Deportes y CBS Sports. NFL Network continuó transmitiendo todos los partidos de los jueves por la noche junto con CBS que emitió 8 partidos por temporada en 2014 y 2015. A partir de la temporada 2016 hasta la 2017, el paquete de televisión de dichos juegos se dividió de forma equitativa entre CBS y NBC mientras que NFL Network continuó mostrando todos los juegos. En esa misma temporada, Twitter se adjudicó con los derechos de transmisión por internet exclusivos de estos juegos de los jueves por la noche. En la temporada 2017, Amazon Prime Video reemplazó a Twitter y se convirtió en la emisora exclusiva en streaming del susodicho paquete de juegos semanales denominado Thursday Night Football (TNF). El 31 de enero de 2018, se confirmó que Fox sería la nueva cadena de televisión encargada de transmitir el TNF a partir de la temporada 2018 hasta la 2022, emitiendo once juegos cada campaña en conjunto con NFL Network. El acuerdo fue finalizado de forma imprevista en 2021, dejando a Amazon como el único socio de transmisión del paquete en la temporada 2022. En cuanto a la transmisión de los Super Bowls, esta rotó entre FOX, NBC y CBS por lo que cuando a esta última cadena le correspondió emitir la final de campeonato, al no contar con un canal de TV hermano en español como Fox con Fox Deportes y NBC con Telemundo Deportes, sublicenció los derechos de emisión a ESPN Deportes (así como de algunos partidos de la postemporada).

#### Actualidad
El acuerdo actual firmado en 2021 indica que desde la temporada 2023 hasta la 2033 la NFL se emitírá en televisión nacional por las cadenas terrestres CBS, Fox, NBC y ABC en inglés y por Telemundo en Español, por las cadenas de pago ESPN, Nickelodeon y NFL Network en inglés y por ESPN Deportes, Fox Deportes y Universo en español, y en medios digitales por los servicios de streaming NFL+, Paramount+, Peacock, ESPN+, Prime Video y Tubi.
Prime Video emite los partidos de jueves por la noche (Thursday Night Football, con excepción del partido inaugural y los juegos del Día de Acción de Gracias, en el lugar de estos últimos emiten el juego del Black Friday), mientras que CBS Sports y Fox Sports transmiten los partidos de los domingos de tarde y un juego del Día de Acción de Gracias cada uno. CBS/Paramount+ emite los partidos de la AFC y Fox los de la NFC. Los partidos interconferencia se emiten por la cadena de la conferencia del equipo visitante, aunque desde 2011 las cadenas puede intercambiar partidos entre sí.
NBC Sports y Telemundo Deportes emiten los partidos de los domingos de noche (Sunday Night Football), además del partido inaugural de la temporada regular y un juego del Día de Acción de Gracias. ESPN, ABC, ESPN Deportes e ESPN+ emiten los partidos de los lunes por la noche (Monday Night Football), así como una doble cartelera en el sábado de la última jornada de la temporada regular.
En la postemporada, ESPN/ABC/ESPN Deportes/ESPN+ emite dos partidos, NBC Sports y Telemundo Deportes de dos a tres (en la temporada 2023 contaron con la emisión de un juego Wild Card adicional, el cual fue exclusivo de Peacock); desde la campaña 2024, Prime Video muestra un encuentro y los demás se reparten entre CBS Sports (CBS/Paramount+) y Fox Sports. Por último, el Super Bowl rota entre las 4 cadenas terrestres y sus respectivos canales hermanos y servicios de streaming.
Partidos selectos son transmitidos por NFL Network y todos los partidos en horario estelar están disponibles a través de la plataforma de la liga NFL+.
La NFL realiza partidos los sábados solamente en diciembre y enero, para evitar conflictos con el fútbol americano universitario de la NCAA, que se disputa de septiembre a noviembre.
En la temporada 2023, debido a que CBS Sports transmitiría de forma exclusiva en idioma inglés el Super Bowl LVIII a través de CBS y Paramount+, TelevisaUnivision adquirió sus derechos en español a través de su división deportiva TUDN y emitió el evento final de la temporada mediante la cadena de televisión abierta Univision y el servicio de streaming ViX, siendo esta la primera vez que TUDN (antes Univision Deportes) transmitió un partido de la NFL.
El 15 de mayo de 2024, la plataforma de streaming Netflix anunció un acuerdo de tres años para convertirse en la emisora exclusiva de los dos juegos disputados en Navidad de la temporada de ese mismo año de forma global, así como de al menos un partido de las siguientes navidades de 2025 y 2026.
El 14 de octubre de 2024, Telemundo Deportes llegó a un acuerdo con Fox Deportes para realizar una segunda transmisión en español del Super Bowl LIX, convirtiéndose ésta en la primera final de campeonato que contaría con dos emisiones hispanas para los EE. UU. La plataforma de streaming tipo FAST Tubi transmitió este Super Bowl por primera vez; esto devuelve el partido a la televisión por Internet gratuita sin un muro de pago o el requisito de TV Everywhere, algo que no ocurría desde el Super Bowl LV.
El 5 de agosto de 2025, se dio a conocer que ESPN había adquirido NFL Network, NFL RedZone y la plataforma digital NFL Fantasy. Bajo este trato, ESPN tendrá los derechos de 28 juegos cada temporada, obteniendo la emisión adicional de tres encuentros por temporada mediante sus otras plataformas —los cuales emitía antes NFL Network—, así como reubicará la transmisión de 4 partidos en NFL Network a los que previamente brindaba cobertura en otras redes, con NFL Network manteniendo sus 7 encuentros televisados en cada edición de la NFL. Si se da luz verde a la adquisición, el acuerdo estará vigente a partir de la temporada 2026.

#### Transmisiones alternativas
El canal de televisión por suscripción infantil Nickelodeon desde la temporada 2020 ha realizado transmisiones simultáneas de juegos selectos orientadas a la audiencia joven con una temática relacionada con las características de la cadena (slime en los goalposts cada vez que se logra un Touchdown y agregando personajes de series propias como Bob Esponja como analistas invitados o simplemente como atractivos visuales en cada jugada destacada o cada pausa en el encuentro). Ha transmitido mayormente partidos de los playoffs como parte de la cobertura de CBS Sports, iniciando con la emisión alternativa del juego Wild Card Chicago Bears–New Orleans Saints y continuando con el también partido de la ronda de comodines San Francisco 49ers vs. Dallas Cowboys en la temporada 2021, así como los juegos de Navidad Denver Broncos contra Los Angeles Rams y Las Vegas Raiders vs. Kansas City Chiefs en las temporadas 2022 y 2023 respectivamente. Así mismo, en esa última temporada la cadena transmitió el Super Bowl LVIII con el mismo formato que los anteriores partidos, marcando la segunda vez que un juego del Super Bowl contó con una segunda transmisión en inglés, después del Super Bowl I. En los playoffs de la temporada 2024, el canal contó con la emisión simultánea alternativa del juego Wild Card Los Angeles Chargers vs. Houston Texans.
ESPN siendo inspirado por la cobertura de la liga hecha por Nickelodeon, ha llevado a cabo a través de ESPN+ y Disney+ transmisiones alternativas animadas en tiempo real de partidos como Jacksonville Jaguars contra Atlanta Falcons de la temporada 2023 la cual contó con temática de Toy Story, y el encuentro de la edición 2024 Dallas Cowboys–Cincinnati Bengals que tuvo temática de Los Simpson.

### Internacional
El 7 de febrero de 2023, se dio a conocer que la plataforma de streaming de contenido deportivo DAZN había llegado un acuerdo de diez años con la NFL para distribuir fuera de los Estados Unidos y China el NFL Game Pass (que incluye todos los partidos de la pretemporada, temporada regular, postemporada y el Super Bowl) a partir de la temporada 2023.

#### Canadá
Toda la temporada de la NFL ha sido transmitida en exclusiva a través de los canales de televisión de Bell Media (TSN/RDS y CTV) desde 1987 y un acuerdo de renovación de largo plazo fue anunciado el 13 de junio de 2022.

#### Latinoamérica y el Caribe
En la actualidad, Disney Media Networks Latin America posee los derechos de transmisión de la NFL a través de ESPN, ESPN Caribbean y Disney+.
ESPN transmite los partidos de los jueves y domingos de tarde para Centroamérica y Sudamérica solamente por TV (Incluyendo Fox Sports Argentina, propiedad de Mediapro), mientras que el partido inaugural, la NFL RedZone y los partidos nocturnos de los domingos y lunes se emiten para todos los países hispanohablantes del continente así como para el Caribe (disponibles en Disney+). Todos los canales de ESPN se reparten los partidos de postemporada salvo el Super Bowl, el cual se transmite solo en ESPN/Disney+ (Fox Sports Argentina emite los mismos partidos de postemporada que ESPN 5, 6 y 7, así como el Super Bowl).
En México, donde está la mayor afición de la NFL fuera de Estados Unidos, el contrato original de la temporada 2024 consiste en lo siguiente: el conglomerado de medios Televisa a través de TUDN (Canal 5, Canal 9 y ViX) transmite un partido de los domingos por la tarde y mediante ViX Premium muestra 1 partido en exclusiva por semana los domingos a las 12 p. m/1 p. m. (hora del Centro de México). Fox Sports transmite el partido del jueves por la noche (con excepción del juego inaugural) y 4 partidos de los domingos por la tarde (al igual que ESPN Centroamérica y Fox Sports Argentina). TUDN (Canal 5 y ViX) transmite toda la postemporada, ESPN/Disney+ brinda cobertura de los partidos de la Conferencia Americana (como en todo Latinoamérica), Fox Sports de la Conferencia Nacional (como su contraparte argentina) y todas las cadenas transmiten en simultáneo el Super Bowl (más Azteca 7).
En Brasil, ESPN/Disney+ (antes Star+) desde de la temporada 2022 transmite más de 150 partidos de la temporada regular (7 por semana), toda la postemporada y el Super Bowl; mientras que RedeTV!, desde la misma temporada, firmó un contrato de 3 años para emitir un partido de los domingos por la tarde, 2 juegos por semana de los playoffs y el Super Bowl. El 10 de julio de 2024, fue anunciado que la plataforma digital de Twitch y YouTube CazéTV, propiedad de Casimiro Miguel, transmitiría todos los juegos de la Serie Internacional de la temporada 2024.
En Venezuela, Meridiano TV empezó a transmitir los playoffs de la temporada 2023 a partir de la Ronda Divisional y continuó emitiendo juegos selectos en la campaña 2024.
En Panamá, la cadena de televisión exclusiva del operador Tigo, COS, transmite una gran cantidad de partidos cada temporada.

##### Conflicto con Fox Sports MX
El 12 de diciembre de 2024, la NFL reveló a través de Twitter, que las transmisiones de Fox Sports en la temporada 2024 serían suspendidas hasta nuevo aviso, comenzando con el partido del jueves por la noche LA Rams vs. San Francisco 49ers y los 4 juegos del domingo por la tarde que solo pudieron verse a través del NFL Game Pass en DAZN. Según se reporta, el conflicto contractual se debiió al incumplimiento de pago por los derechos televisivos y, por lo tanto, la cadena dejaría de emitir juegos por el resto de la temporada 2024. Como resultado de esto, TUDN anunció que, además del partido selecto disputado al mediodía del domingo (hora del Centro de México), transmitiría otro juego más que se juega por la tarde en ese mismo día mediante Canal 5 y ViX, comenzando en la semana 16. No obstante, de forma imprevista, Fox Sports revelaría más tarde que emitiría sus respectivos partidos de las próximas semanas y, posteriormente, el Super Bowl LIX.

### Bloqueos
La NFL mantiene ciertas reglas que bloquean las señales de ciertos partidos a nivel local. Por ejemplo, si un partido no logra vender suficientes entradas para un partido, el partido no se emite en la estación de televisión de dicha región. Por el contrario, si un partido tiene estadio lleno, ninguna estación terrestre de dicha región puede emitir otro partido al mismo tiempo.

## Comisionados y presidentes
1. Presidente Jim Thorpe (1920–1921)
2. Presidente Joseph Carr (1921–1939)
3. Presidente Carl Storck (1939–1941)
4. Comisionado Elmer Layden (1941–1946)
5. Comisionado Bert Bell (1946–1959)
6. Presidente Interino Austin Gunsel (1959–1960, después de la muerte de Bell)
7. Comisionado Alvin "Pete" Rozelle (1960–1989)
8. Comisionado Paul Tagliabue (1989–2006)
9. Comisionado Roger Goodell (2006–presente)